# Mr. Children 2001-2005 ＜micro＞
Mr. Children 2001–2005 ＜micro＞ è una raccolta dei successi del gruppo musicale giapponese Mr. Children pubblicato il 10 maggio 2012, contemporaneamente a Mr. Children 2005-2010 ＜macro＞. L'album è arrivato alla seconda posizione della classifica Oricon ed ha venduto 1 014 597 copie.

## Tracce
1. Yasashii Uta (優しい歌?)
2. youthful days
3. Kimi ga Suki (君が好き?)
4. Sosei (蘇生?)
5. Drawing
6. Itsudemo Emi wo (いつでも微笑みを?)
7. Any
8. HERO
9. Tagatame (タガタメ?)
10. Tenohira (掌?)
11. Kurumi (くるみ?)
12. Sign
13. and I love you
14. Mirai (未来?)
15. Running High (ランニングハイ?)